# Capnophialophora
Capnophialophora är ett släkte av svampar. Capnophialophora ingår i familjen Metacapnodiaceae, ordningen Capnodiales, klassen Dothideomycetes, divisionen sporsäcksvampar och riket svampar.
|                  | Rosaria |
|                  | |
|                  | Ophiocapnocoma |
|                  | |
| Capnophialophora | \| \| Capnophialophora hughesii \| \| \| \| \| \| Capnophialophora pinophila \| \| \| \| \| \| Capnophialophora fraserae \| \| \| \| |
|                  | \| \| Capnophialophora hughesii \| \| \| \| \| \| Capnophialophora pinophila \| \| \| \| \| \| Capnophialophora fraserae \| \| \| \| |
|                  | Capnocybe |
|                  | |
|                  | Capnosporium |
|                  | |
|                  | Capnobotrys |
|                  | |
|                  | Hormiokrypsis |
|                  | |
|                  | Metacapnodium |
|                  | |
|                  | Capnophialophora hughesii |
|                  | |
|                  | Capnophialophora pinophila |
|                  | |
|                  | Capnophialophora fraserae |
|                  | |

|  | Capnophialophora hughesii  |
|  |                            |
|  | Capnophialophora pinophila |
|  |                            |
|  | Capnophialophora fraserae  |
|  |                            |